# Вулиця Князів Острозьких (Київ)
Ву́лиця Князі́в Остро́зьких — вулиця у Печерському районі міста Києва, місцевість Печерськ. Пролягає від Арсенальної площі до вулиці Генерала Алмазова.
Прилучаються вулиці Михайла Грушевського, Івана Мазепи, Інженерний провулок, Левандовська вулиця, Бутишів провулок, Хрестовий провулок, Кловський узвіз, Михайла Омеляновича-Павленка, Лейпцизька, Різницька, Рибальська, Панаса Мирного, Цитадельна.

## Історія
Вулиця виникла на початку XVIII століття, після спорудження у 1708 році Старої Печерської фортеці, під назвою Московська як вулиця на шляху до м. Москви. До середини XIX століття, доки не почалася розбудова Нової Печерської фортеці і, як наслідок, Печерськ на певний час перетворився на фактично закрите військове містечко, вулиця була головною вулицею Печерська. Тут існували гарні будинки, популярний «Зелений готель», або «Зелений трактир», за проектом архітектора Андрія Меленського (на місці сучасного будинку № 30, будівля існувала від 1805 року до кінця XIX століття), який відвідували, зокрема, Тарас Шевченко, Олександр Грибоєдов, Євген Гребінка.
З початку XVIII століття і до 1817 року на місці, де нині площа перед бізнес-центром «Зоряний», знаходився дерев'яний Печерський гостиний двір з базаром наколо нього.
У 1840—1850-х роках XIX століття на Московській вулиці були зведені казарми, військові майстерні, у 1854 році — арсенал. Тоді ж було збудовані корпуси заводу «Арсенал», що існують і дотепер.
На межі XIX—XX століття, після скасування фортеці, відбулося «друге народження» Печерська і, зокрема, Московської вулиці. Наприкінці 1870-х років на вулиці було засновано Введенську громаду (нині Введенський чоловічий монастир) — збудовано дворівневий храм, дзвіницю, церковно-парафіяльну школу.
1905 року вулицею була прокладена трамвайна лінія, надалі замість неї було збудовано залізничну гілку, що зв'язувала завод «Арсенал» зі станцією Київ ІІ (нині — Київ-Деміївський).
У 1922 році отримала назву вулиця імені Арсеналу, з 1936 року — вулиця ім. С. С. Каменєва, на честь радянського воєначальника Сергія Каменєва. У 1937 році перейменована на вулицю Щорса, на честь Миколи Щорса. У 1944 році відновлено назву Московська.
У 1970-х роках вулицю було дещо скорочено до вулиці Генерала Алмазова (тоді — Кутузова) — до того вона сягала бульвару Лесі Українки.

## Після початкуросійсько-української війни
У квітні 2016 року на сайті Київської міської ради була створена петиція про перейменування вулиці на честь Дмитра Годзенка (позивний «Годзила»), українського військового, який загинув за кілька днів до того на війні на Сході України в результаті артобстрілу. Збір підписів петиції пройшов із порушенням правил, багато голосів були «накручені», через що їх анулювали.
1 листопада 2016 року комісія з питань найменувань під головуванням заступника голови КМДА Олексія Резнікова рекомендувала Київраді перейменувати вулицю. Рішення комісії викликало незадоволення російських і проросійських ЗМІ, як-от офіційне видання Міноборони РФ «Звєзда», «Вести ФМ» та «Lenta.ru».
Пленарні засідання Київради про перейменування почалися лише майже через рік після рішення комітету. Зокрема, 5 жовтня 2017 року розглядався пакет проєктів рішень про перейменування міських об'єктів, проте нічого не було ухвалено. Через це у ніч на 10 жовтня невідомі активісти власноруч «перейменували» вулицю (наклеїли наліпки з прізвищем Годзенка на деякі будинки). 12 жовтня відбулося голосування Київради, на якому не вистачило одного голосу для ухвалення рішення.
На третій місяць з початку повномасштабного вторгнення Росії у Київраді знову постало питання про перейменування вулиці — депутатка Олеся Пинзеник запропонувала перейменувати на честь князів Острозьких.
8 вересня 2022 року депутатами Київради проголосовано рішення про перейменування вулиці на честь Князів Острозьких.
Голосування за перейменування відбулося 8 вересня, у день 508-ї річниці перемоги князя Костянтина Острозького в битві під Оршею над московським військом.

## Установи та заклади
- № 8 — завод «Арсенал»;
- № 3 — Центр художньої та технічної творчості «Печерськ»;
- № 30 — Печерське управління поліції Головного управління Національної поліції у м. Києві;
- № 31/33 — бізнес центр «Зоряний»;
- № 40-Б — Музей української діаспори;
- № 42 — Введенський чоловічий монастир;
- № 45 — Військовий інститут телекомунікацій та інформатизації НТУУ «КПІ».
- № 45/1, корпус 33 — Українська військово-медична академія (УВМА); Інформаційне агентство Міністерства оборони України («АрміяInform»)

## Пам'ятки архітектури, будівлі, що мають історичну та архітектурну цінність
- № 2 (виробничі майстерні заводу «Арсенал», 1850—1854);
- № 4 (споруди заводу «Арсенал», початку XX століття);
- № 5 (колишній особняк, де мешкав Петро Нестеров, 1899, архітектор А.-Ф. Краусс);
- № 5/2 (житловий будинок працівників «Метробуду», 1954)
- № 8 (башта № 6 Нової Печерської фортеці, 1846—1851);
- № 22 (казарми жандармського полку, 1844—1847);
- № 30 (колишня садиба «Судовий двір», 1897, архітектор Володимир Ніколаєв);
- № 40-Б (Старопечерський будинок, кінця XVIII — початку XX століття);
- № 42 (Свято-Введенський чоловічий монастир, 1877—1878);
- № 45 (казарми військових кантоністів, 1835—1839).

Будинки № 3, 15, 19, 29, 29б, 44 зведені наприкінці XIX — на початку XX століття.

## Особи та події
На вулиці Князів Острозьких в різний час мешкали або бували Тарас Шевченко, Євген Гребінка, Олександр Грибоєдов, Петро Нестеров.
Введенський монастир має багату історію, але особливо відомою обитель стала після того, як 1993 року сталося диво-храмова ікона Божої Матері «Призри на смирення» залишила негативний відбиток на склі кіота, в якому вона знаходилася (до скла Святий образ не торкався). Ця ікона приваблює численних прочан, які прагнуть доторкнутися до чудотворної ікони.

## Археологічна пам'ятка
На розі вулиць Князів Острозьких і Панаса Мирного був єдиний курган, що зберігся у Києві до XX століття. Станом на початок 1950-х років він ще мав висоту близько двох метрів, з одного боку його збереглося вапнякове каміння, яким він був обкладений. Історик Володимир Щербина зазначав, що раніше цей курган мав кам'яні сходи та був значно більшої висоти. Він ще існував у 1980-х роках, хоча й був уже пошкоджений. Курган був оточений кам'яним колом і належав приблизно до II тисячоліття до н. е.

## Зображення

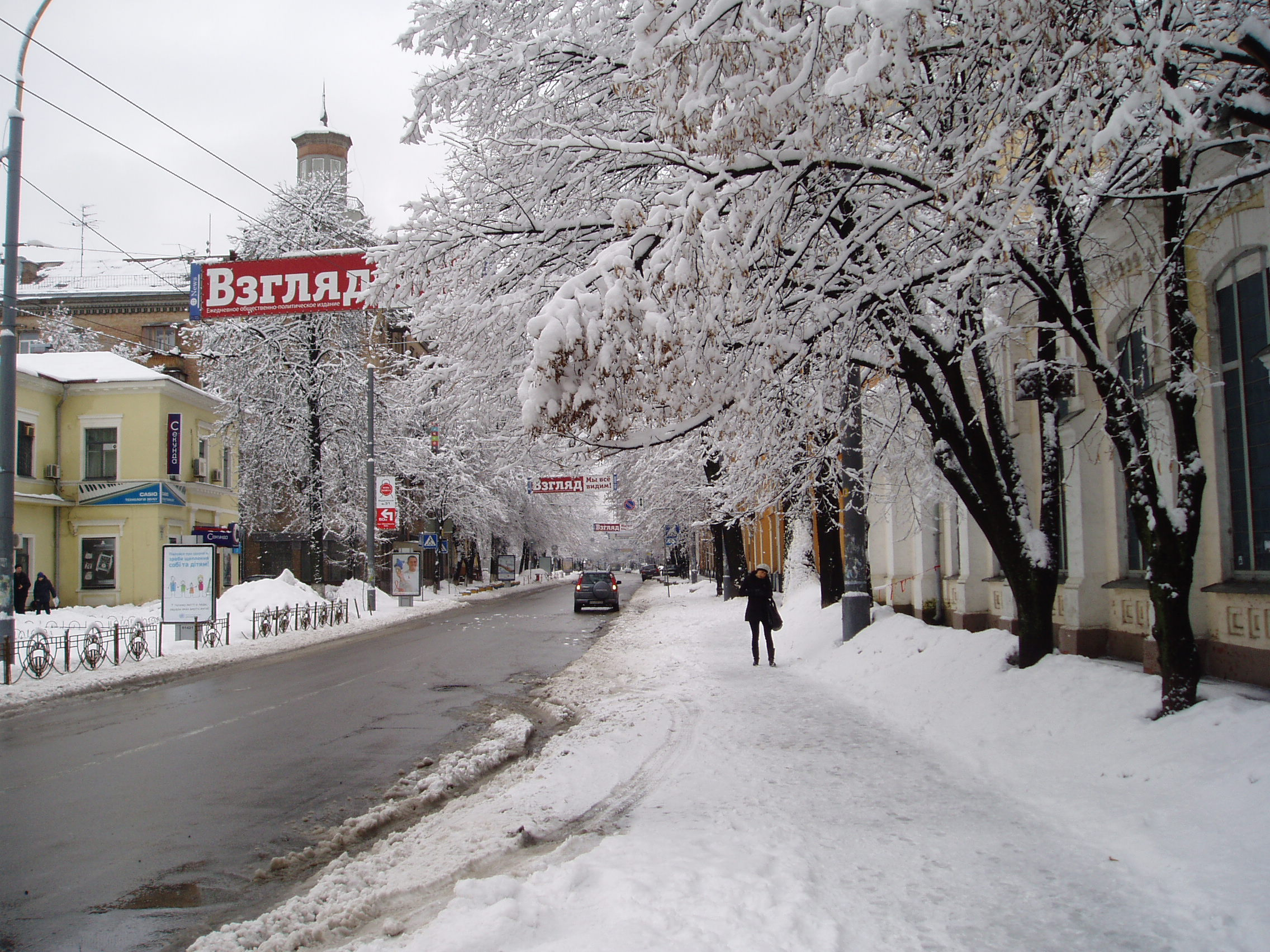
Московська вулиця (нині — вул. Князів Острозьких), 10 лютого 2013 року
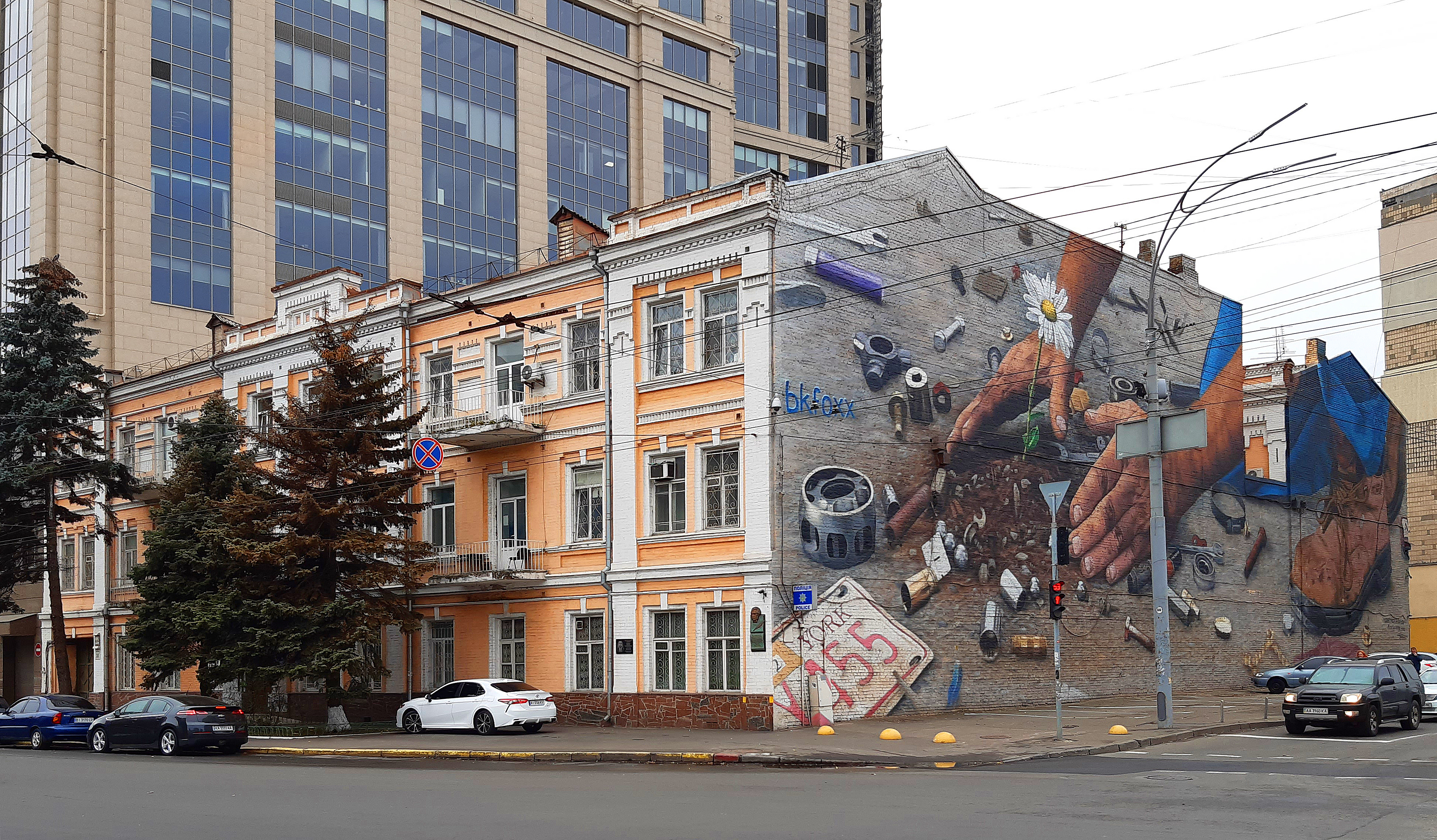
Буд. № 30 з муралом
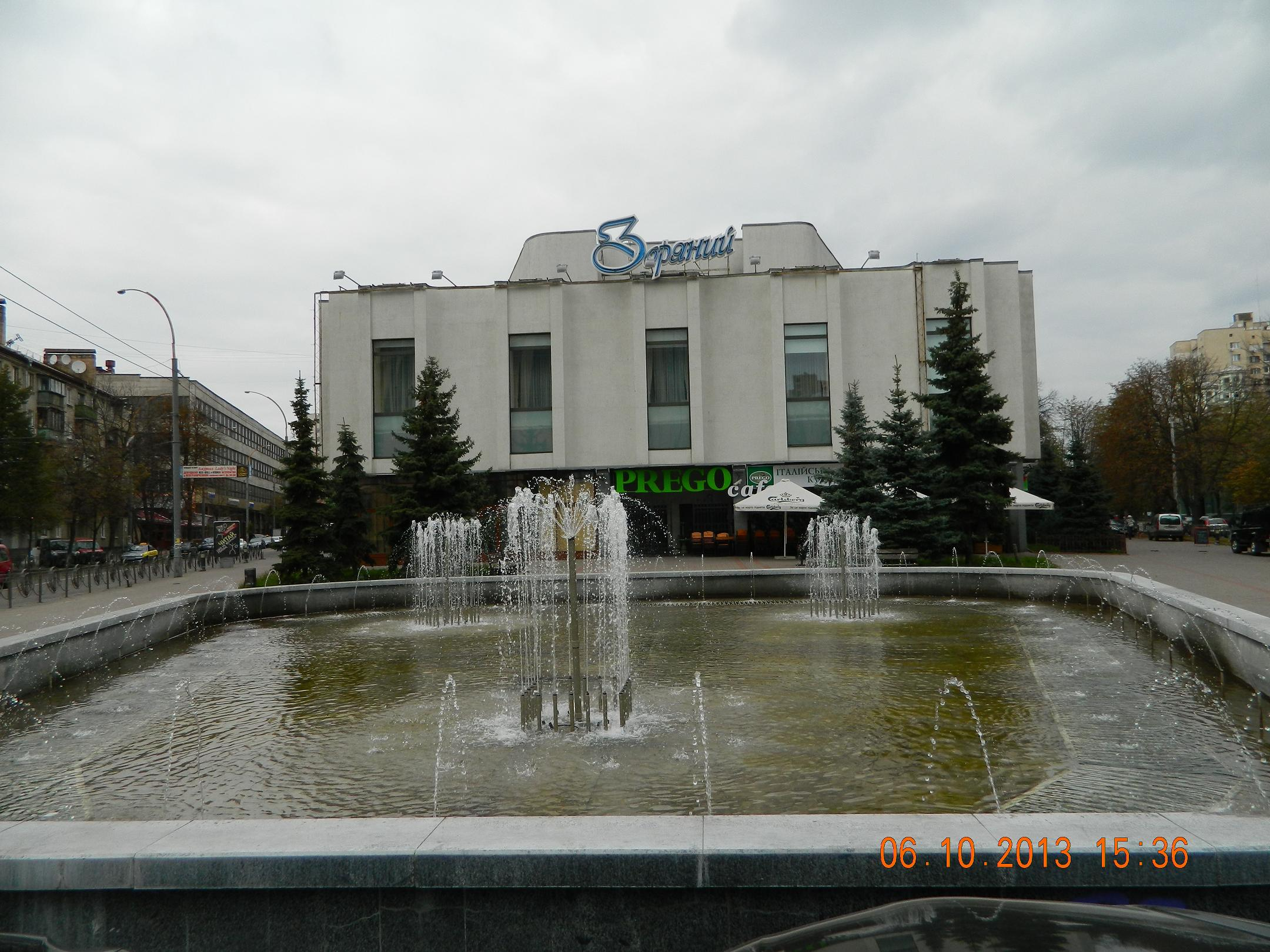
Кінотеатр «Зоряний» (буд. № 31/33)
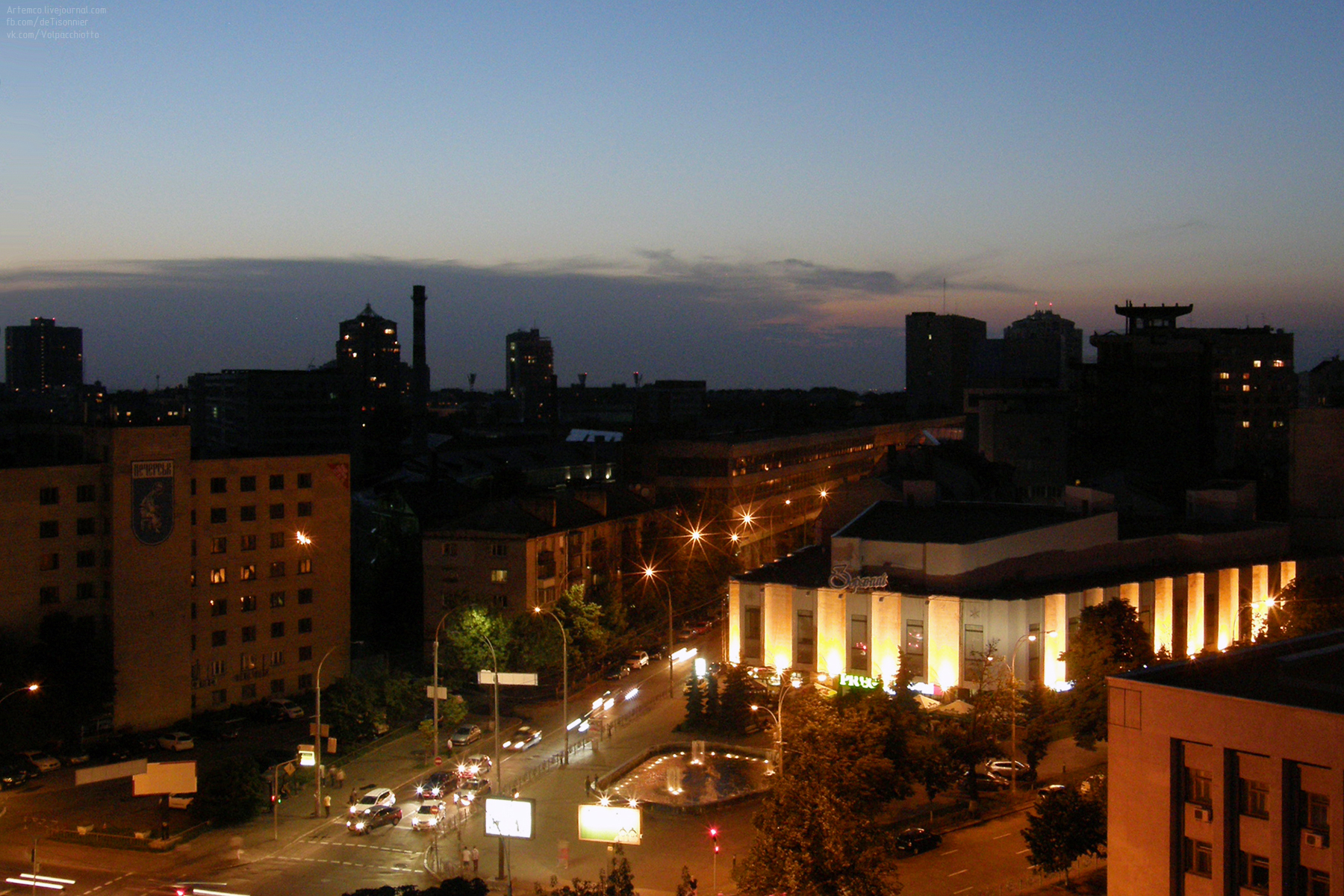
Перехрестя вулиць Князів Острозьких, Михайла Омеляновича-Павленка та Кловського узвозу
Меморіальна дошка Петру Нестерову (буд. № 5)
Меморіальна дошка на місці, де був готель, в якому жив Євген Гребінка (буд. № 30)
Меморіальна дошка майору Дмитру Цуркану, загиблому у російсько-українській війні (буд. № 30)

Колишні меморіальні дошки

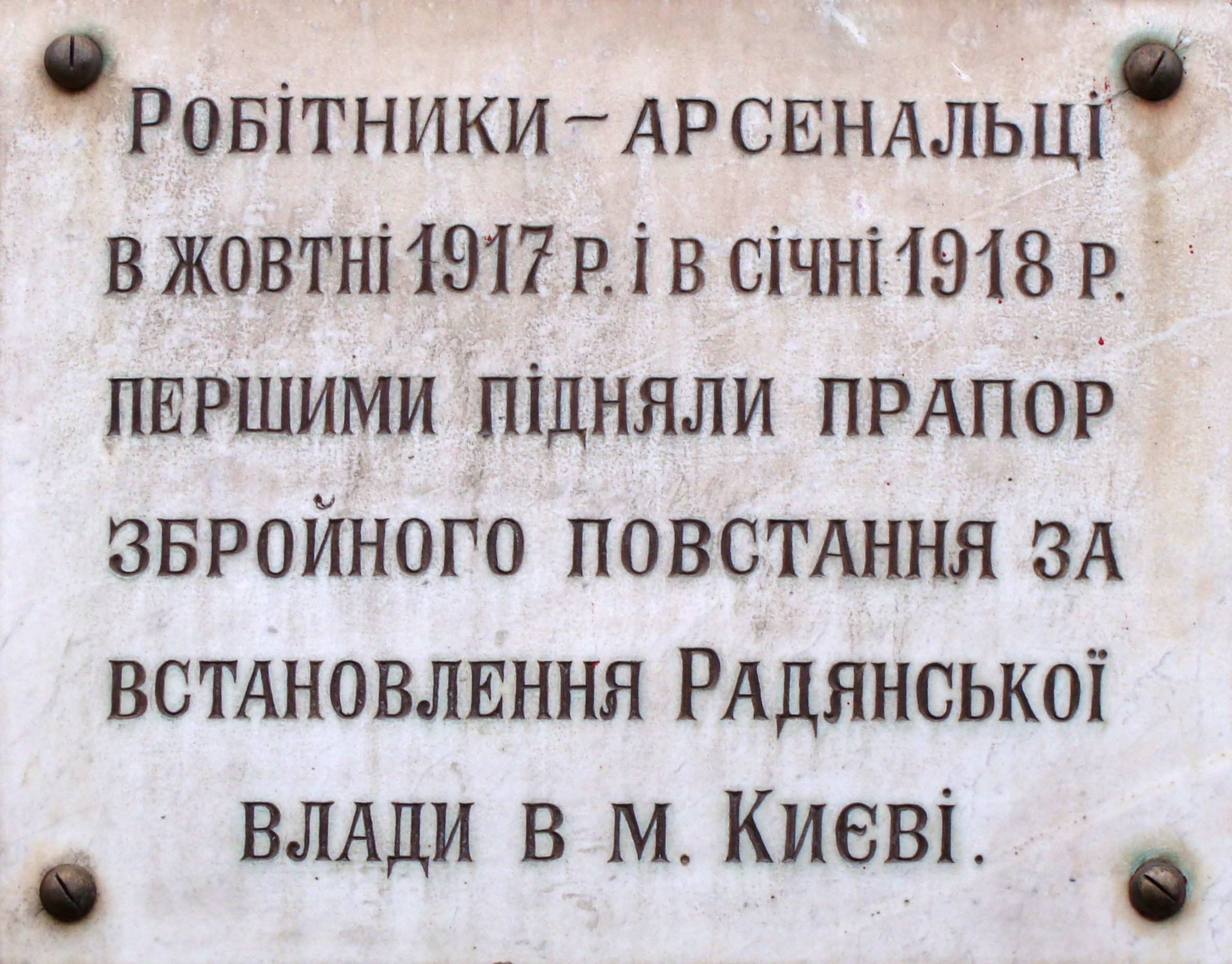
Робітникам-арсенальцям (будинок № 2)
Печерському підпільному райкому КП(б)У (будинок № 3)
Борису Жаданівському (будинок № 5)